# توفي ماكينتوش

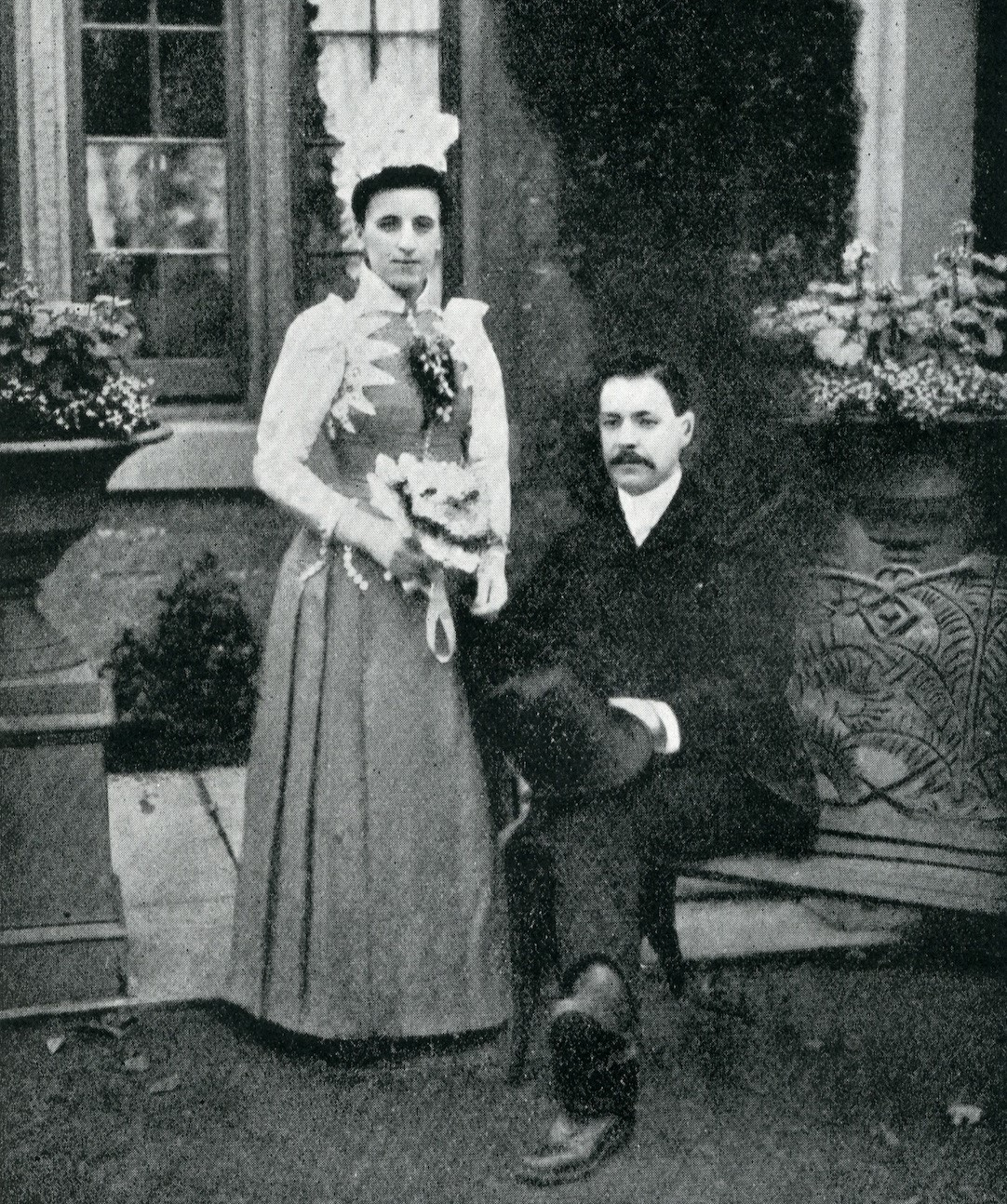
جون وفيوليت ماكينتوش

توفي ماكينتوش هي حلوى صنعها جون ماكينتوش (1868-1920)، وزوجته فيوليت.

## البدايات
بعد أن قاما بشراء متجر حلويات من مدخراتهما المشتركة في هاليفاكس في إنجلترا والتي بلغت 100 يورو.

## التوفر
يُوجد في كندا إصدارٌ خاص من توفي ماكينتوش.